# Max Abramovitz
Max Abramovitz, ameriški arhitekt, * 23. maj 1908, Chicago, Illinois, ZDA, † 12. september 2004, Pound Ridge, New York, ZDA.
Deloval je pod močnim vplivom evropske arhitekture, zlasti Le Corbusiera. Bil je izviren pri konstruiranju fasad nebotičnikov. V New Yorku je med drugim projektiral Palačo OZN (1947-1950), kompleks Združenih narodov (1947-1950, z Wallaceom K. Harrisonom), Lincolnov center (1962-63) in letališče (1963).